# Jan Swart van Groningen
Jan Swart van Groningen (n. secolul al XV-lea, Groningen, Țările de Jos – d. anii 1560, Antwerpen, Țările de Jos Habsburgice⁠(d)) a fost un pictor renascentist neerlandez.

## Biografie
Potrivit lui Karel van Mander, s-a aflat în Gouda în 1522-1523, în același timp în care s-a aflat și Jan van Scorel, care tocmai se întorsese din Italia. Se poate să fi pictat peisaje în felul lui Scorel și a călătorit chiar în Italia, petrecând o perioadă de timp în Veneția. Van Mander menționează figurine de lemn ale unor turci pe cai înarmați cu arc și săgeți, precum și figurine de lemn ale lui Hristos care predică în fața unei mulțimi la bordul unei vas. Adriaen Pietersz Crabeth a fost ucenicul său care l-a depășit mai târziu în arta sa. Acest tânăr Crabeth a fost fiul lui Cripple Pieter (Krepel Pieter).
Potrivit lui RKD, el a fost profesorul lui Adriaen Pietersz Crabeth în Gouda c. 1535, după care s-a mutat la Anvers.